# Вдовицата в бяло (сериал, 2006)
Вдовицата в бяло (на испански: La viuda de Blanco) е американска испаноезична теленовела, режисирана от Луис Мансо, Давид Посада и Леонардо Галавис и продуцирана от Аурелио Валкарсел Карол за Телемундо през 2006 г. Версия е на едноименната колумбийска теленовела, създадена от Хулио Хименес през 1996 г.
В главните роли са Итати Канторал и Франсиско Гаторно, а в отрицателните – Шарик Леон, Сули Монтеро, Мартин Карпан и Едуардо Ибарола. Специално участие вземат Лилибет Морийо, Флавио Кабайеро, Карлос Камачо и Алехандро Фелипе.

## Сюжет
Жена, белязана от болка и любов, прави всичко необходимо, за да възстанови това, което иска най-много в живота си – децата си. Тя е изправена пред тежка битка с най-големия си враг – доня Перфекта.
Това е историята на Алисия Гуардиола, мистериозна жена, която е обвинена преди години от доня Перфекта Албарасин де Бланко в убийството на сина ѝ Амадор, който се жени против волята на майка си. От този съюз се раждат близнаците Бланко, както ги наричат в града.
Доня Перфекта предполага, че синът ѝ е бил отвлечен и убит от престъпници със съучастие на съпругата му, поради което омразата ѝ към Алисия се умножава.
По този начин безмилостната жена манипулира доказателствата, които открива чрез своя измамен адвокат Лаурентино Урбина, за да обвини Алисия и да въздаде справедливост за смъртта на Амадор.
Алисия Гуардиола вдовица на Бланко е затворена в женския затвор, където трябва да изтърпи няколко години на унижение и огорчение, докато бива освободена условно поради липса на доказателства.
Докато Алисия излежава присъдата си, майката на Амадор се възползва от ситуацията, за да отнеме родителските права на внуците си, за които много се грижи. От една страна, тя възпитава у тях огромна любов към паметта на починалия им баща, както и остро негодувание към майка им, която смятат за отречена и презряна жена.
Алисия, от друга страна, е млада, красива, със силен характер и морална смелост. С желание да навакса пропуснатото, първото нещо, което прави, когато излиза от затвора, е да отиде в Тринидад, както се нарича градът, в търсене на двете си малки деца.
В нощта, когато се връща, за да се бори за тях и да се изправи срещу всеки, за да си ги върне, тя претърпява инцидент и единственият, който ѝ помага, е Себастиан Бланко, най-желаният мъж от всички млади жени в града.
Изненадан от красотата и аурата на мистерия, която я заобикаля, той е още по-объркан да я види как бяга, тъй като Алисия открива, че има семейна връзка между този мъж и доня Перфекта, човекът, когото тя най-много мрази.
Същата нощ, в която Алисия пристига в града, Фелипе и Дуван – близнаците, сънуват кошмар, в който виждат катастрофа и мъж, който успява да спаси жена и шофьор на такси. Разказват на баба си за съня, който са сънували.
Перфекта се страхува от предчувствията на децата, които в други случаи са верни. Алисия пристига в Тринидад и веднага отива в къщата на Бланко, момент, в който Доня Перфекта започва ожесточена битка срещу Алисия.

## Актьори
- Итати Канторал – Алисия Гуардиола вдовица де Бланко
- Франсиско Гаторно – Себастиан Бланко Албарасин
- Алехандро Фелипе – Фелипе и Дуван Бланко Гуардиола
- Сули Монтеро – Доня Перфекта Албарасин вдовица де Бланко
- Лилибет Морийо – Айде Бланко Албарасин
- Флавио Кабайеро – Хустино Бриньон
- Мартин Карпан – Амадор Бланко Албарасин
- Шарик Леон – Илюминада Урбина
- Едуардо Ибарола – Лаурентино Урбина
- Нури Флорес – Бласина
- Марсела Серна – Кларита
- Мануел Балби – Мегатео
- Родолфо Хименес – Лейтенант Пабло Риос
- Алфонсо Дилука – Иполито
- Жанет Лер – Джудит Кетас
- Марта Пабон – Доня Офелия
- Педро Морено – Керубин
- Мишел Варгас – Валерия Сандовал
- Карлос Умберто Камачо – Д-р Пантоха
- Евелин Сантос – Мирта Каталина
- Ренато Росини – Фабио Хустер
- Карлос Гарин – Умберто Гонсалес

## Версии
- Вдовицата в бяло (1996), колумбийска теленовела, с участието на Мария Елена Дьоринг и Освалдо Риос.

## В България
В България теленовелата е излъчена през 2007 г. по bTV. Ролите се озвучават от актьорите Наталия Бардская, Ася Рачева, Лина Шишкова, Стефан Стефанов и Петър Върбанов.